# Noordpool-35
Noordpool-35 (Russisch: Северный полюс-35; Severny poljoes-35 of СП-35; SP-35) was het 35e Russische drijvende poolstation. Er bevonden zich van september 2007 tot juli 2008 ongeveer 20 wetenschappers en 2 waakhonden (tegen eventuele aanvallen door ijsberen). Het was de opvolger van Noordpool-34 en de voorganger van Noordpool-36.
Het drijfijsstation werd formeel geopend op 21 september 2007, op de internationale pooldag (tweede zonnewende). Voor de wetenschappers werden 300 ton aan goederen en woonunits op het ijs gezet door vliegtuigen. De oorspronkelijke positie lag op ongeveer 65 mijl ten oosten van de Arctische Kaap (Noordland). Oorspronkelijk lag het onderzoekstation op een ijsschots van 5 bij 3,3 kilometer en een gemiddelde dikte van 1,5 meter.
SP-35 deed onderzoek naar natuurlijke processen in het centrale deel van het noordpoolgebied, waarmee geprobeerd werd een bijdrage te leveren aan het onderzoek naar de redenen van wereldwijde klimaatveranderingen en om de kwaliteit van weersvoorspellingen te verbeteren. De activiteiten van SP-35 vonden plaats in het kader van de derde fase van de Russische expeditie Arktika 2007 (waarbij ook een Russische vlag op de bodem van de Noordelijke IJszee werd geplaatst om de noordpool te claimen).
Op 28 november om 7:34 in de morgen ontstond een scheur in het ijs onder het weerstation, waarbij de weermast onder het ijs verdween, maar niemand gewond raakte. Rond nieuwjaar was het drijfijsstation verplaatst over een afstand van 860 kilometer en in juni 2008 over een afstand van 2200 kilometer en dreef het ten noorden van Spitsbergen. De expeditie zou oorspronkelijk tot augustus duren, maar nadat het drijfijs sneller smolt dan verwacht (begin juli was de omvang terug gelopen van 2000 bij 4000 meter tot 300 bij 600 meter), werd half juli besloten om Noordpool-35 voortijdig af te breken. Op 22 juli 2008 meldde de nieuwsdienst van het Arctisch en Antarctisch Onderzoeksinstituut dat de operatie met succes was voltooid en dat het poolstation was opgeruimd.